# Никольская церковь (Ботьма)
Церковь Николая Чудотворца — утраченная православная церковь в селе Ботьма Чердаклинского района Ульяновской области. Построена в 1907 году. Взорвана в 1955 году, а местонахождение церкви было затоплено при наполнении Куйбышевского водохранилища.

## История
В 1898 году был утверждён проект на построение каменной церкви в д. Ботьме, Ставропольского уезда. В протоколе строительного отделения Самарского губернского правления № 414 от 6 ноября 1898 года указывалось, что проект составлен удовлетворительно, поэтому он утверждён и возвращается в Самарскую духовную консисторию. Каменная, однопрестольная Никольская церковь была построена на средства прихожан в 1907 году. Архитектор проекта Хилинский Тадеуш Северинович. Службы в ней начались с 1910 года. Храм имел красивые и гармоничные архитектурные формы, и декоративные элементы.

## Советское время
В советское время храм хоть и не закрывали, но священнослужители периодически подвергались репрессиям. А окончательно власть решила закрыть церковь в 1941 году.
В протоколе № 20 исполкома Чердаклинского района от 14 августа 1941 года (п. 10. «О закрытии церкви в с. Ботьма»):
«Заслушав сообщение зам. пред. исполкома Райсовета тов. Болтунова о закрытии церкви в селе Ботьма, Исполком Райсовета устанавливает, церковь в селе Ботьма за последние 5-6 лет разрушается, бывший церковный совет в данное время частично выбыл из пределов сельсовета и оставшие члены церковного совета категорически отказались от уплаты арендной планы и выдали подписку РАО (районный административный отдел) с просьбой о передаче церкви в распоряжение сельсовета. Кроме этого 5 августа 1941 года на собрании граждан села Ботьма было внесено решение о закрытии церкви.
Исполком Райсовета депутатов трудящихся РЕШАЕТ:
1. В связи с выше перечисленными фактами… церковь в селе Ботьма закрыть. Просить Исполком Облсовета утвердить данное решение.
Председатель Чердаклинского Исполкома Райсовета депутатов трудящихся Власов. Секретарь исполкома Райсовета депутатов трудящихся Тамаров».
Церковь закрыли в августе 1941 года, а священнослужители были репрессированы.
В 1955 году, перед созданием Куйбышевского водохранилища, храм был взорван.

## Духовенство
- Первым священником Никольского храма стал 30-летний Димитрий Иванов Смирнов.
- Псаломщиком с 1910 года был Иван Силов Мидцев (35 лет), до этого 3 года служивший в соседнем Михайло-Архангельском храме села Архангельское.
- С 1908 года должность церковного старосты исполнял крестьянин Сергей Митюгин.
- священник Александр Иванович Ивановский (на 2.1931).
- с января 1930 по февраль 1931 года — священником в храме был А. И. Бельский.
- священник Леонид Петрович Аристовский (на 9.1931).
- священник Григорий Иванович Райковский (на 1936). С 1909 по 1912 годы он являлся диаконом, а с 1912 до декабря 1936 года — священником Никольской церкви[4].